# Зельке-Ауе
Зельке-Ауе (нім. Selke-Aue) — громада в Німеччині, розташована в землі Саксонія-Ангальт. Входить до складу району Гарц. Складова частина об'єднання громад Форарц.
Площа — 36,73 км2. Населення становить 1381 ос. (станом на 31 грудня 2021).